# Eishockey-Weltmeisterschaft der Junioren
Die Eishockey-Weltmeisterschaften der Junioren werden seit 1977 von der Internationalen Eishockey-Föderation (IIHF) jährlich veranstaltet. Seit 1999 findet neben der Weltmeisterschaft der U20-Junioren auch eine Weltmeisterschaft in der Altersklasse U18 statt.
Die U20-Weltmeisterschaft wird jeweils über den Jahreswechsel ausgetragen, der Weltmeistertitel wird also in den ersten Tagen des neuen Jahres vergeben. Das Turnier ist insbesondere in Kanada sehr populär. Inzwischen wird jedes zweite bis dritte Turnier in Kanada ausgetragen, wo durchschnittlich über 10.000 Zuschauer den Spielen beiwohnen und die Finalspiele in ausverkauften NHL-Stadien stattfinden. Kanada ist mit 20 Titeln Rekordweltmeister vor der Sowjetunion respektive Russland mit insgesamt 13 Titeln (Stand 2025).
Bereits von 1974 bis 1976 wurden inoffizielle U20-Weltmeisterschaften ausgetragen (von 1970 bis 1976 nahm Kanada wegen eines Streits mit der IIHF über die Zulassung von Profispielern zur Weltmeisterschaft der Herren nicht an Wettbewerben der IIHF teil). Die erste offizielle U20-Weltmeisterschaft 1977 löste die U19-Europameisterschaft ab, die ab diesem Zeitpunkt als U18-Wettbewerb weitergeführt wurde.
1999 wurde die U18-Europameisterschaft durch die Aufnahme der USA sowie der Integration der U18-Asien-Ozeanien-Meisterschaft zur U18-Weltmeisterschaft. Kanada nahm erst ab 2002 am Wettbewerb teil. Das Turnier findet regelmäßig im April statt. Rekordweltmeister sind die USA mit 11 Titeln (Stand 2024).
Neben den Turnieren der Top-Division (früher A-Gruppe), in denen die Weltmeistertitel vergeben werden, spielen die schwächeren Nationen in den Divisionen I bis III (früher B-, C- und D-Weltmeisterschaft) mit Auf- und Abstieg. An den WM-Turnieren nahmen 2020 insgesamt 42 (U20) beziehungsweise 46 (U18) Nationalmannschaften teil.

## Medaillenspiegel
| Rang | Land                                       | Goldmedaillen | Silbermedaillen | Bronzemedaillen | Gesamt      |
| ---- | ------------------------------------------ | ------------- | --------------- | --------------- | ----------- |
| 1    | Kanada                                     | 20            | 9               | 5               | 34          |
| 2    | Russland * (davon Sowjetunion) (davon GUS) | 13 (8) (1)    | 13 (3) (0)      | 11 (2) (0)      | 37 (13) (1) |
| 3    | USA                                        | 7             | 2               | 7               | 16          |
| 4    | Finnland                                   | 5             | 7               | 7               | 19          |
| 5    | Schweden                                   | 2             | 12              | 7               | 21          |
| 6    | Tschechien * (davon Tschechoslowakei)      | 2 (0)         | 6 (5)           | 9 (6)           | 17 (11)     |
| 7    | Slowakei                                   | –             | –               | 3               | 3           |
| 8    | Schweiz                                    | –             | –               | 1               | 1           |

| Rang | Land       | Goldmedaillen | Silbermedaillen | Bronzemedaillen | Gesamt |
| ---- | ---------- | ------------- | --------------- | --------------- | ------ |
| 1    | USA        | 11            | 6               | 3               | 20     |
| 2    | Kanada     | 5             | 1               | 4               | 10     |
| 3    | Finnland   | 4             | 3               | 5               | 12     |
| 4    | Russland   | 3             | 6               | 3               | 12     |
| 5    | Schweden   | 2             | 6               | 6               | 14     |
| 6    | Tschechien | –             | 1               | 3               | 4      |
| 7    | Slowakei   | –             | 1               | 1               | 2      |
| 8    | Schweiz    | –             | 1               | –               | 1      |

## U20-Weltmeisterschaften
| Jahr | Gastgeber                                   | Finalstände | Finalstände      | Finalstände             | Finalstände |
| Jahr | Gastgeber                                   | Weltmeister | 2. Platz         | 3. Platz                |             |
| ---- | ------------------------------------------- | ----------- | ---------------- | ----------------------- | ----------- |
| 1977 | Banská Bystrica, Zvolen (Tschechoslowakei)  | Sowjetunion | Kanada           | Tschechoslowakei        |             |
| 1978 | Montreal, Québec City u. a. (Kanada)        | Sowjetunion | Schweden         | Kanada                  |             |
| 1979 | Karlstad, Karlskoga (Schweden)              | Sowjetunion | Tschechoslowakei | Schweden                |             |
| 1980 | Helsinki, Vantaa (Finnland)                 | Sowjetunion | Finnland         | Schweden                |             |
| 1981 | Augsburg, Kaufbeuren u. a. (BR Deutschland) | Schweden    | Finnland         | Sowjetunion             |             |
| 1982 | Minneapolis (USA)                           | Kanada      | Tschechoslowakei | Finnland                |             |
| 1983 | Leningrad (Sowjetunion)                     | Sowjetunion | Tschechoslowakei | Kanada                  |             |
| 1984 | Norrköping, Nyköping (Schweden)             | Sowjetunion | Finnland         | Tschechoslowakei        |             |
| 1985 | Espoo, Helsinki, Turku, Vantaa (Finnland)   | Kanada      | Tschechoslowakei | Sowjetunion             |             |
| 1986 | Hamilton, Toronto u. a. (Kanada)            | Sowjetunion | Kanada           | USA                     |             |
| 1987 | Nitra, Trenčín u. a. (Tschechoslowakei)     | Finnland    | Tschechoslowakei | Schweden                |             |
| 1988 | Moskau (Sowjetunion)                        | Kanada      | Sowjetunion      | Finnland                |             |
| 1989 | Anchorage (USA)                             | Sowjetunion | Schweden         | Tschechoslowakei        |             |
| 1990 | Helsinki, Turku u. a. (Finnland)            | Kanada      | Sowjetunion      | Tschechoslowakei        |             |
| 1991 | Saskatoon, Regina u. a. (Kanada)            | Kanada      | Sowjetunion      | Tschechoslowakei        |             |
| 1992 | Füssen, Kaufbeuren (Deutschland)            | GUS °       | Schweden         | USA                     |             |
| 1993 | Gävle, Falun u. a. (Schweden)               | Kanada      | Schweden         | Tschechien & Slowakei + |             |
| 1994 | Ostrava, Frýdek-Místek (Tschechien)         | Kanada      | Schweden         | Russland                |             |
| 1995 | Red Deer (Kanada)                           | Kanada      | Russland         | Schweden                |             |
| 1996 | Boston (USA)                                | Kanada      | Schweden         | Russland                |             |
| 1997 | Genf, Morges (Schweiz)                      | Kanada      | USA              | Russland                |             |
| 1998 | Helsinki, Hämeenlinna (Finnland)            | Finnland    | Russland         | Schweiz                 |             |
| 1999 | Winnipeg (Kanada)                           | Russland    | Kanada           | Slowakei                |             |
| 2000 | Skellefteå, Umeå (Schweden)                 | Tschechien  | Russland         | Kanada                  |             |
| 2001 | Moskau, Podolsk (Russland)                  | Tschechien  | Finnland         | Kanada                  |             |
| 2002 | Pardubice, Hradec Králové (Tschechien)      | Russland    | Kanada           | Finnland                |             |
| 2003 | Halifax, Sydney (Kanada)                    | Russland    | Kanada           | Finnland                |             |
| 2004 | Helsinki, Hämeenlinna (Finnland)            | USA         | Kanada           | Finnland                |             |
| 2005 | Grand Forks, Thief River Falls (USA)        | Kanada      | Russland         | Tschechien              |             |
| 2006 | Vancouver, Kamloops, Kelowna (Kanada)       | Kanada      | Russland         | Finnland                |             |
| 2007 | Leksand, Mora (Schweden)                    | Kanada      | Russland         | USA                     |             |
| 2008 | Pardubice, Liberec (Tschechien)             | Kanada      | Schweden         | Russland                |             |
| 2009 | Ottawa (Kanada)                             | Kanada      | Schweden         | Russland                |             |
| 2010 | Saskatoon, Regina (Kanada)                  | USA         | Kanada           | Schweden                |             |
| 2011 | Buffalo, Lewiston (USA)                     | Russland    | Kanada           | USA                     |             |
| 2012 | Calgary, Edmonton (Kanada)                  | Schweden    | Russland         | Kanada                  |             |
| 2013 | Ufa (Russland)                              | USA         | Schweden         | Russland                |             |
| 2014 | Malmö (Schweden)                            | Finnland    | Schweden         | Russland                |             |
| 2015 | Toronto, Montreal (Kanada)                  | Kanada      | Russland         | Slowakei                |             |
| 2016 | Helsinki (Finnland)                         | Finnland    | Russland         | USA                     |             |
| 2017 | Montreal, Toronto (Kanada)                  | USA         | Kanada           | Russland                |             |
| 2018 | Buffalo (USA)                               | Kanada      | Schweden         | USA                     |             |
| 2019 | Vancouver, Victoria (Kanada)                | Finnland    | USA              | Russland                |             |
| 2020 | Ostrava, Třinec (Tschechien)                | Kanada      | Russland         | Schweden                |             |
| 2021 | Edmonton (Kanada)                           | USA         | Kanada           | Finnland                |             |
| 2022 | Edmonton (Kanada)                           | Kanada      | Finnland         | Schweden                |             |
| 2023 | Halifax, Moncton (Kanada)                   | Kanada      | Tschechien       | USA                     |             |
| 2024 | Göteborg (Schweden)                         | USA         | Schweden         | Tschechien              |             |
| 2025 | Ottawa (Kanada)                             | USA         | Finnland         | Tschechien              |             |
| 2026 | Minneapolis, St. Paul (USA)                 |             |                  |                         |             |
| 2027 | Kanada                                      |             |                  |                         |             |
| 2028 | Finnland                                    |             |                  |                         |             |

### Inoffizielle U20-Weltmeisterschaften
| Jahr | Gastgeber                                           | Finalstände | Finalstände | Finalstände      | Finalstände |
| Jahr | Gastgeber                                           | Weltmeister | 2. Platz    | 3. Platz         |             |
| ---- | --------------------------------------------------- | ----------- | ----------- | ---------------- | ----------- |
| 1974 | Leningrad (Sowjetunion)                             | Sowjetunion | Finnland    | Kanada           |             |
| 1975 | Winnipeg, Brandon (Kanada), Minneapolis u. a. (USA) | Sowjetunion | Kanada      | Schweden         |             |
| 1976 | Tampere, Turku, Pori, Rauma (Finnland)              | Sowjetunion | Kanada      | Tschechoslowakei |             |

## U18-Weltmeisterschaften
| Jahr | Gastgeber                              | Finalstände | Finalstände | Finalstände | Finalstände |
| Jahr | Gastgeber                              | Weltmeister | 2. Platz    | 3. Platz    |             |
| ---- | -------------------------------------- | ----------- | ----------- | ----------- | ----------- |
| 1999 | Füssen, Kaufbeuren (Deutschland)       | Finnland    | Schweden    | Slowakei    |             |
| 2000 | Kloten, Weinfelden (Schweiz)           | Finnland    | Russland    | Schweden    |             |
| 2001 | Helsinki, Lahti, Heinola (Finnland)    | Russland    | Schweiz     | Finnland    |             |
| 2002 | Trnava, Piešťany (Slowakei)            | USA         | Russland    | Tschechien  |             |
| 2003 | Jaroslawl (Russland)                   | Kanada      | Slowakei    | Russland    |             |
| 2004 | Minsk (Belarus)                        | Russland    | USA         | Tschechien  |             |
| 2005 | Pilsen, Budweis (Tschechien)           | USA         | Kanada      | Schweden    |             |
| 2006 | Ängelholm, Halmstad (Schweden)         | USA         | Finnland    | Tschechien  |             |
| 2007 | Tampere, Rauma (Finnland)              | Russland    | USA         | Schweden    |             |
| 2008 | Kasan (Russland)                       | Kanada      | Russland    | USA         |             |
| 2009 | Fargo, Moorhead (USA)                  | USA         | Russland    | Finnland    |             |
| 2010 | Minsk, Babrujsk (Belarus)              | USA         | Schweden    | Finnland    |             |
| 2011 | Crimmitschau, Dresden (Deutschland)    | USA         | Schweden    | Russland    |             |
| 2012 | Brünn, Znojmo, Břeclav (Tschechien)    | USA         | Schweden    | Kanada      |             |
| 2013 | Sotschi (Russland)                     | Kanada      | USA         | Finnland    |             |
| 2014 | Lappeenranta, Imatra (Finnland)        | USA         | Tschechien  | Kanada      |             |
| 2015 | Zug, Luzern (Schweiz)                  | USA         | Finnland    | Kanada      |             |
| 2016 | Grand Forks (USA)                      | Finnland    | Schweden    | USA         |             |
| 2017 | Poprad, Spišská Nová Ves (Slowakei)    | USA         | Finnland    | Russland    |             |
| 2018 | Tscheljabinsk, Magnitogorsk (Russland) | Finnland    | USA         | Schweden    |             |
| 2019 | Örnsköldsvik, Umeå (Schweden)          | Schweden    | Russland    | USA         |             |
| 2021 | Frisco, Texas (USA)                    | Kanada      | Russland    | Schweden    |             |
| 2022 | Landshut, Kaufbeuren (Deutschland)     | Schweden    | USA         | Finnland    |             |
| 2023 | Basel, Pruntrut (Schweiz)              | USA         | Schweden    | Kanada      |             |
| 2024 | Espoo, Vantaa (Finnland)               | Kanada      | USA         | Schweden    |             |
| 2025 | Dallas (Frisco und Allen) (USA)        |             |             |             |             |